# Pacote de expansão
Um pacote de expansão (do inglês, expansion pack), suplemento ou até mesmo add-on, é uma adição a um jogo de RPG, tabuleiro ou eletrônico já existente. Estas adições geralmente agregam novas áreas de jogo, armas, objetos, modos de jogo, minigames e/ou enredo estendido de um jogo já completo e lançado. Os jogos de tabuleiro e RPGs de mesa podem ter sido expansões de marketing desde os anos 1970, e os videogames têm lançado pacotes de expansão desde os anos 1980, sendo os primeiros exemplos os jogos  de Dragon Slayer: Xanadu Scenario II e Sorcerian.
Enquanto que expansões para jogos de tabuleiro geralmente são criadas pelo criador original, desenvolvedoras de jogos eletrônicos algumas vezes contratam desenvolvedoras de terceiros para a produção do pacote de expansão, ou então o produzem por si mesmo (exemplo: Hellfire para o Diablo). Jogos de tabuleiro e RPGs tem desenvolvendo pacotes de expansão desde pelo menos o começo da década de 1970. Essa expressão também é utilizada com relação a browsers (como o Firefox), também para possibilitar-lhes novas características a fim de melhor atender aos seus usuários.

## Características

### Console de videogame
Grand Theft Auto: London 1969 foi o primeiro pacote de expansão lançado para o PlayStation. O jogo exigia que o jogador inserisse o disco Londres, removesse-o, inserisse o disco do Grand Theft Auto original, removesse-o e inserisse o disco de London novamente para jogar.